# Римский университет Тор Вергата
Университет Тор Вергата (итал. Università degli Studi di Roma Tor Vergata) — является итальянским государственным университетом. В Риме это второй государственный университет в хронологическом порядке основания и третий по количеству учащихся.
Университет спроектирован по образцу англосаксонских кампусов и занимает площадь в 500 га.

## История
Университет был создан как второй государственный университет Рима, согласно закону 771 от 22 ноября 1972 года, в котором также изложены первые организационные режимы кампуса университета.
В 1980 году университет приступил к покупке своего первого места обитания. Это был большой мотель в районе Романина с видом на Большой кольцевой мост, место ректората и факультета юриспруденции до 28 февраля 2018 года. Это же здание было перепродано университетом в 2006 году для финансирования строительных работ нового кампуса. 
Согласно постановлению от 1 марта 2018 года и 22 мая 2018 года, юридический адрес, ректорат и юридический факультет переехали в новый комплекс, расположенный на улице Кракова 50.
Учебная деятельность началась в 1982 году, когда начался учебный процесс инженерного, юридического, медицинского, научного и гуманитарного факультетов. В 1987 году был создан экономический факультет.
Уже с 1981 года университет приобрел престижное представительство — вилла Мондрагоне, одну из самых красивых, так называемых, вилл «тосканских холмов», расположенных на территории Монте-Порцио-Катоне.
В 2006 году университет получил пожертвование около 100 миллионов евро от супругов Себастьяна и Риты Раэли, владельцев сети римских отелей, которые каждый год финансируют 300 стипендий по 5000 евро в пользу лучших выпускников университета. Это наиболее заметное пожертвование в пользу университетского учреждения в Италии частными лицами.
Ректором в 2008—2013 годах был Ренато Лауро, профессор факультета медицины и хирургии.

## Факультеты
- экономический (facoltà di Economia)
- юридический (facoltà di Giurisprudenza)
- инженерный (facoltà di Ingegneria)
- филологический и философский (facoltà di Lettere e Filosofia)
- медицина и хирургия (facoltà di Medicina e Chirurgia)
- физико-математических и естественных наук (facoltà di Scienze matematiche, fisiche e naturali).
- туризм